# Женская сборная Турции по софтболу
Женская национальная сборная Турции по софтболу — представляет Турцию на международных софтбольных соревнованиях. Управляющей организацией является Федерация регби, бейсбола, софтбола и американского футбола Турции (тур. Türkiye Ragbi Federasyonu (Rugby, Baseball & Softball Federation), англ. Turkish Rugby, Baseball, Softball and American Football Federation).

## Результаты выступлений

### Чемпионаты Европы
| Год       | Победы         | Поражения      | Место          |
| --------- | -------------- | -------------- | -------------- |
| 1979—2017 | не участвовали | не участвовали | не участвовали |
| 2019      | 0              | 10             | 23             |
| 2021      | не участвовали | не участвовали | не участвовали |
| 2022      | 0              | 9              | 21             |